# ميغيل بيريرا
ميغيل بيريرا (بالإسبانية: Miguel Pereira)‏ هو كاتب سيناريو ومنتج أفلام وكاتب ومخرج أرجنتيني، ولد في 12 أبريل 1957 في سان سلفادور دي خوخوي في الأرجنتين.

## وصلات خارجية
- ميغيل بيريرا على موقع IMDb (الإنجليزية)
- ميغيل بيريرا على موقع ألو سيني (الفرنسية)
- ميغيل بيريرا على موقع أول موفي (الإنجليزية)
- ميغيل بيريرا على موقع قاعدة بيانات الأفلام السويدية (السويدية)
- ميغيل بيريرا على موقع قاعدة بيانات الفيلم (الإنجليزية)
- ميغيل بيريرا على موقع كينوبويسك (الروسية)